# 偶氮甲酰胺
偶氮甲酰胺是一种食品添加剂，E编码为E927，分子式C2H4O2N4，外观为黄色到橙红色晶体粉末，无味。

## 食品添加剂
偶氮甲酰胺是一种面粉增白剂和面粉改进剂。与湿面粉作用时是一种氧化剂。反应主要产物为联二脲，是尿素的衍生物。联二脲在烘培过程中稳定。反应次要产物有氨基脲和氨基甲酸乙酯。中国、美国和加拿大允许使用不超过45 mg/kg的偶氮甲酰胺，而澳大利亚和欧洲则禁止使用该种添加剂。

## 其它用途
偶氮甲酰胺在食品添加剂以外的主要用途，是在制作发泡塑料时用作发泡剂。它在受热分解时产生氮气、一氧化碳、二氧化碳和氨气，这些气体被困在材料中，产生气泡，从而完成发泡。
偶氮甲酰胺在用于塑料和人造革时，可以在改性后使用。改性后的偶氮甲酰胺可以在更低的温度下反应（平均在170℃分解），而纯的偶氮甲酰胺需要约200℃的温度才会开始反应。在塑料、皮革、和其他工业领域中，改性后的偶氮甲酰胺含有一些添加剂，来加速其反应速度，或者降低反应所需要的温度。
在欧洲，从2005年8月起，凡是会与食物直接接触的塑料物品中均不允许使用偶氮甲酰胺进行发泡。

## 安全性
美国食品药品监督管理局将偶氮甲酰胺分类为“一般而言是安全的”，并允许在食物中使用不超过45 mg/kg的偶氮甲酰胺。
英国健康安全局发现在工厂环境下，偶氮甲酰胺可以导致呼吸道过敏，有可能诱发哮喘，因此要求盛放其的容器上标注“吸入可能导致过敏”。世界卫生组织将偶氮甲酰胺与在生产或直接接触该物质的工厂中的工人的“呼吸系统疾病、过敏和哮喘”相关联。目前可用的数据仅限于这些工厂环境。由于缺乏数据，无法评估该物质对一般大众的暴露结果。